# 247-я стрелковая дивизия (2-го формирования)
247-я стрелковая дивизия (2-го формирования) — воинское соединение РККА времён Великой Отечественной войны.

## История
Включена в состав СД РККА НКО СССР в соответствии с приказом Наркома обороны № 00131 от 27.12.1941 года.
Сформирована на базе Отдельной мотострелковой бригады войск НКВД СССР, находившейся в оперативном подчинении командующего Калининским фронтом. В 1925 году в г. Ростове был сформирован 5 Ростовский полк войск ОГПУ для борьбы с контрреволюцией на юге России. В сентябре 1937 года переформирован в 5 Донской полк войск НКВД СССР. 22.09.1939 года переименован в 1 Белостокский мотострелковый полк войск НКВД СССР, убыл к месту новой дислокации в г. Брест и г. Белосток Белорусской ССР. В июне 1940 года лишён наименования Белостокский и включён в состав ПВ НКВД СССР Прибалтийского округа, передислоцирован в г. Каунас Литовской ССР. 28.02.1941 года выведен из ПВ и включён в состав ОВ НКВД СССР.
С 22.06.1941 года в действующей армии. С началом ВОВ указанием НКВД СССР № 31 от 26.06.1941 года полк вошёл в оперативное подчинение начальнику охраны тыла СЗФ. 23.07.1941 года приказом командующего 29 А полк включён в состав армии. Командир полка кадровый офицер НКВД, выпускник Военной Академии им. Фрунзе майор Антонов Владимир Семёнович, впоследствии командир 301 Сталинской ордена Суворова 2 ст. СД, генерал-майор, Герой Советского Союза.
В состав полка входили 4 мотострелковых батальона, танковая рота, пулемётная рота, артиллерийская батарея и другие подразделения.
22.11.1941 года полк «переформирован» в отдельную мотострелковую бригаду войск НКВД СССР. Приказом командующего Калининским фронтом № 003 от 7.12.1941 года бригада переформирована в 247 СД (2 формирования) РККА. 27.12.1941 года приказом Наркома обороны № 00131 вновь образованная СД включена в состав РККА НКО СССР как 247 СД (2 формирования). Приказом НКВД СССР № 00271 от 4.02.1942 года полк исключён из состава войск НКВД СССР. Командир 1 ОМП ОВ НКВД СССР майор Антонов В. С. назначен командиром 916 СП 247 СД (2 формирования), в январе 1942 года в бою на рубеже р. Держа тяжело ранен.
С 20.12.1941 года по 4.01.1942 года командиром 247 СД (2 формирования) был подполковник Тарасов Сергей Павлович, выпускник Военной Академии им. Фрунзе, в июле — сентябре 1941 года начальник штаба и оперативного отдела Оперативной группы ЗФ, возглавляемой генерал-майором Рокоссовским К. К., впоследствии генерал-майор. Командир 247 СД с 5.01.1942 года по 10.06.1945 года Мухин Григорий Денисович, 1901 г.р., полковник, генерал-майор.
Дивизия сформирована в память истории и героическим традициям воинов-пограничников и воинов-сибиряков из которых полностью состояла 247 стрелковая дивизия (1 формирования), сформированная в г. Муроме в период с 1.07.1941 года по 15.07.1941 года как 247 СД НКВД и прекратившая своё существование 14.10.1941 года. 247 стрелковая дивизия (2 формирования) прошла боевой героический путь от Москвы до Берлина. Сражалась под Москвой, Смоленском, в Белоруссии, Украине, Польше, Германии, получила почётное наименование Рославльской, награждена орденом Красного Знамени.

## Полное название
247-я Рославльская Краснознамённая стрелковая дивизия

## Участие в боевых операциях
- Калининская наступательная операция (5.12.1941 года — 7.01.1942 года).
- Ржевско-Вяземская операция (8.01.1942 года — 20.04.1942 года).
- Первая Ржевско-Сычёвская операция (30.07.1942 года — 23.08.1942 года).
- Вторая Ржевско-Сычёвская операция — операция «Марс» (25.11.1942 года — 20.12.1942 года).
- Жиздринская операция (22 февраля — 23 марта 1943 года).
- Смоленская операция (7.08.1943 года — 2.10.1943 года).
- Оршанская операция (12.10.1943 года — 2.12.1943 года).
- Люблин-Брестская операция (18.07.1944 года — 2.08.1944 года).
- Пулавский плацдарм (29.07.1944 года — 27.08.1944 года).
- Варшавско-Познанская операция (14.01.1945 года — 3.02.1945 года).
- Берлинская наступательная операция (16.04.1945 года — 8.05.1945 года), ликвидация в период с 24.04.1945 года по 2.05.1945 года окружённой юго — восточнее Берлина двухсоттысячной франкфуртско-губенской группировки.

## Подчинение
- 31А Калининского фронта (27.12.1941 года — 23.07.1942 года).
- 31А Западного фронта (24.07.1942 года — 1.10.1942 года).
- Фронтовое подчинение Западного фронта (на 1.10.1942 года).
- 20А Западного фронта (на 1.01.1943 года).
- 16А Западного фронта (февраль-март 1943 года).
- 10А Западного фронта (июль-октябрь 1943 года).
- 49А Западного фронта (на 1.01.1944 года).
- 69А Резерва СВГК (на 1.04.1944 года).
- 69А 1 Белорусского фронта (16.04.1944 года — 10.06.1945 года).

## Состав
- 909-й стрелковый полк,
- 916-й стрелковый полк,
- 920-й стрелковый полк,
- 778-й артиллерийский полк
- 306-й отдельный истребительный противотанковый дивизион.
- 246-я зенитная артиллерийская батарея (525-й отдельный зенитный артиллерийский дивизион).
- 177-й минный дивизион.
- 327-я отдельная разведывательная рота.
- 416-й отдельный сапёрный батальон.
- 668-й отдельный батальон связи (428 Отдельная рота связи).
- 266-й медико-санитарный батальон.
- 246-я отдельная рота химической защиты.
- 64-я (469) автотранспортная рота.
- 311-я (825) полевая хлебопекарня.
- 143-й (924) дивизионный ветеринарный лазарет.
- 49837-я (765, 756) полевая почтовая станция.
- 666-я полевая касса Государственного банка СССР.

## Командование

### Командиры
- Тарасов Сергей Павлович (20.12.1941 — 04.01.1942), подполковник, в дальнейшем генерал-майор
- Мухин, Григорий Денисович (05.01.1942 — 10.06.1945), полковник, с 01.10.1942 генерал-майор

### Заместители командира
- ??.09.1942 — ??.09.1942 полковник Полевик, Василий Алексеевич
- ??.02.1944 — ??.04.1944 полковник  Кукаркин, Василий Александрович
- ??.08.1944 — ??.06.1945 полковник  Пуховский, Николай Фомич

### Начальники штаба
- Мухин, Григорий Денисович (20.12.1941 — 04.01.1942), подполковник, полковник.
- Головко, Николай Панкратович (до 10 октября 1942), полковник.

## Воины дивизии — Герои Советского Союза
- Коберидзе Ермолай Григорьевич — родился 15.04.1904 года в с. Цхмари в Грузии. В июне — ноябре 1941 года майор, командир батальона 1 ОМП, полка 1 ОМБ. За героизм в осенних боях на подступах к Москве представлен к награждению орденом Ленина. Первый командир 909 СП 247 СД (2 формирования), майор. 15.12.1941 года тяжело ранен. В апреле 1942 года подполковник, награждён орденом Красного Знамени, назначен командиром 117 Ивановской СД (2 формирования). 117 Иваново — Познанской Краснознамённой орденов Суворова и Кутузов СД командовал до окончания ВОВ. Герой Советского Союза (Пулавский плацдарм). Награды: медаль «Золотая Звезда», два ордена Ленина, пять орденов Красного Знамени, орден Суворова 2 ст., медали. Умер 12.07.1971 года и похоронен в г. Тбилиси.
- Иванов Дмитрий Трофимович — родился 11.02.1915 года в с. Юрасов Хутор Севского района Брянской области. Капитан, командир 306 Отдельного истребительного противотанкового дивизиона 247 Рославльской Краснознамённой стрелковой дивизии. Герой Советского Союза (Пулавский плацдарм). Награды: медаль «Золотая Звезда», орден Ленина, орден Красного Знамени, орден Красной Звезды, орден Александра Невского, медали «За оборону Москвы», «За победу над Германией» и другие. Умер 16.03.1970 года и похоронен в г. Орехово-Зуево.
- Ганущенко, Владимир Васильевич — родился 2.05.1922 года в с. Степановка Полтавской области УССР. Старший сержант, командир орудия 3 батареи 306 Отдельного истребительного противотанкового дивизиона 247 Рославльской Краснознамённой стрелковой дивизии. Герой Советского Союза (Пулавский плацдарм). Награды: медаль «Золотая Звезда», орден Ленина и другие. Звание Героя присвоено посмертно, умер после тяжёлого ранения 3.08.1944 года, похоронен в окрестностях г. Пулавы в Польше.
- Дмитрик Пётр Федосеевич — родился 15.01.1901 года в с. Ягубец Черкасской области УССР. Сержант, командир отделения 920 стрелкового полка 247 Рославльской Краснознамённой стрелковой дивизии. Герой Советского Союза (Пулавский плацдарм). Награды: медаль «Золотая Звезда», орден Ленина, орден Красной Звезды, орден Славы 2 степени, орден Славы 3 степени, медали. Умер 24.03.1982 года и похоронен на родине.
- Кряжев Василий Ильич — родился 22.04 1918 года в с. Кряжево Кикнурского района Кировской области. Майор, с октября 1942 года командир батальона 909 стрелкового полка 247 Рославльской Краснознамённой стрелковой дивизии, с августа 1943 года командир 1 СБ 961 Краснознамённого СП 274 Ярцевской Краснознамённой ордена Суворова СД, Герой Советского Союза (Пулавский плацдарм) . Награды: медаль «Золотая Звезда», орден Ленина, орден Красного Знамени, орден Богдана Хмельницкого 3 степени, орден Отечественной Войны 1 степени, орден Отечественной Войны 2 степени, медали. После ВОВ работал на руководящих должностях в Кировской области. Умер 24.05.2000 года и похоронен в г. Слободской.
- Килин Порфирий Иванович — родился 30.09.1925 года в г. Ижевске УАССР. Младший лейтенант, командир взвода 920 стрелкового полка 247 Рославльской Краснознамённой стрелковой дивизии. Герой Советского Союза (Пулавский плацдарм). Награды: медаль «Золотая Звезда», орден Ленина, орден Красной Звезды, орден Александра Невского, орден Отечественной войны 1 степени и медали. После ВОВ служил в войсках МВД СССР, умер 30.09.1995 года и похоронен в Москве.
- Смирнов Борис Александрович — родился 3.02.1921 года в посёлке Воткинский завод Вятской губернии (ныне г. Воткинск Удмуртской Республики). Старший сержант, командир орудийного расчёта 1 батареи 306 Отдельного истребительного противотанкового дивизиона 247 Рославльской Краснознамённой стрелковой дивизии. Герой Советского Союза (Пулавский плацдарм). Награды : медаль «Золотая Звезда», орден Ленина, орден Красной Звезды, медали «За отвагу», «За победу над Германией», «30 лет Советской Армии и Флота». После ВОВ служил в органах МВД СССР в Эстонской ССР. Умер 17.08.1949 года и похоронен в городе Йыхви Эстонской Республики.
- Антонов Владимир Семёнович — родился 28.06.1909..года на ж.р. Капеллы Саратовской губернии. Кадровый офицер НКВД СССР, в 1941 году майор, командир 1 Отдельного мотострелкового полка ОВ НКВД СССР. В период с 7.12.1941 года по январь 1942 года командир 916 СП 247 СД (2 ф), тяжело ранен во время Ржевско-Вяземской стратегической наступательной операции (8.01.1942 года-20.04.1942 года), награждён орденом Красного Знамени. Герой Советского Союза, командир 301 Сталинской ордена Суворова СД, генерал-майор. Награды: медаль «Золотая Звезда», два ордена Ленина, два ордена Красного Знамени, орден Суворова 2 ст., орден Кутузова 2 ст., орден Б.Хмельницкого 2 ст., орден Отечественной Войны 1 ст., орден Красной Звезды, медали «За оборону Кавказа», «За освобождение Варшавы», «За взятие Берлина», «За победу над Германией» и др. Польские орден «Крест Грюнвальда», медали «За Варшаву 1939—1945», «За Одру, Нейсе, Балтик». Умер 9.05.1993 года и похоронен в Москве.
- Чекаев Кузьма Никитич — родился 14.11.1909 года в с. Саввушка Змеиногорского района Алтайского края. В 1944 году командир роты 920 СП 247 СД, лейтенант. Герой Советского Союза (Пулавский плацдарм). Награды: медаль «Золотая Звезда», орден Ленина, орден Красного Знамени, орден Александра Невского, Умер от ран 13.02.1945 года и похоронен в г. Штернберг.
- Выдрин Иван Ефремович — родился 23.06.1908 года в с. Крестьянка Мамонтовского района Алтайского края. В 1944 году командир противотанкового орудия 1 батареи 306 ОИПД 247 СД. Герой Советского Союза (Пулавский плацдарм). Награды: медаль «Золотая Звезда», орден Ленина, ордена Отечественной Войны 1 и 2 степени, орден Красной Звезды, медаль «За отвагу» и другие. Умер 8.05.1987 года и похоронен в г. Барнауле.
- Чуприна, Григорий Трофимович Чуприн Григорий Трофимович — родился 2.02.1918 года в ст. Холмская Абинского района Краснодарского края. В 1944 году командир батальона 920 СП 247 СД, майор. Герой Советского Союза (Пулавский плацдарм). Награды: медаль «Золотая Звезда», орден Ленина, орден Александра Невского и медали. Умер 18.03.1971 года и похоронен в г. Абинске.
- Костров Станислав Иванович — родился в 1923 году. В 1944 году командир пулемётного взвода 909 СП 247 СД, лейтенант. Герой Советского Союза (Пулавский плацдарм). Награды: медаль «Золотая Звезда», орден Ленина, два ордена Красной Звезды, медаль «За отвагу».
- Фадюшин, Борис Михайлович, младший лейтенант, командир взвода противотанковых ружей 916-го стрелкового полка.

## Кавалеры ордена Славы трёх степеней
- Власов Михаил Александрович, рядовой, сапёр 416 отдельного сапёрного батальона. Указ Президиума Верховного Совета СССР от 15 мая 1946 года;
- Коврига Дмитрий Романович, сержант, командир расчёта станкового пулемёта 920 стрелкового полка. Перенагражден орденом Славы 1 степени указом Президиума Верховного Совета СССР от 19 августа 1955 года

## Награды и наименования
- 25 сентября 1943 года — почётное наименование «Рославльская» — присвоено приказом Верховного Главнокомандующего от 25 сентября 1943 года за отличие в боях по освобождению Рославля.
- 11 июня 1945 года —  Орден Красного Знамени — награждена указом Президиума Верховного Совета СССР от 11 июня 1945 года за образцовое выполнение заданий командования в боях в немецкими захватчиками при ликвидации группы немецких войск, окруженной юго-восточнее Берлина, и проявленные при этом доблесть и мужество.[1]

Награды частей дивизии:
- 909-й стрелковый Бранденбургский ордена Кутузова[2] полк,
- 916-й стрелковый ордена Кутузова[2] полк,
- 920-й стрелковый ордена Кутузова[2] полк,
- 778-й артиллерийский Краснознаменный[3] ордена Богдана Хмельницкого (II степени)[2] полк